# لیث نوبری
 لیث نوبری  (زاده ۱ مهر ۱۳۵۶ در بغداد) بازیکن سابق فوتبال ایران است. او سابقه بازی در بانک ملی، پاس تهران، پرسپولیس تهران و سهام را دارد.
وی سابقه ۳ بازی ملی نیز در کارنامه دارد.